# Copa Dorada del Sur de Asia 1995
La Copa Dorada del Sur de Asia 1995 fue la segunda edición del hoy llamado Campeonato de la SAFF, torneo de fútbol a nivel de selecciones nacionales organizado por la Federación de fútbol del Sur de Asia (SAFF). Se llevó a cabo en la ciudad de Colombo, en Sri Lanka, y contó con la participación de 5 seleccionados nacionales masculinos.
El seleccionado local de Sri Lanka se consagró campeón por primera vez, tras vencer en la final a India, que llegaba como defensor del título.

## Formato
Las 6 selecciones participantes fueron divididas en 2 grupos de 3 equipos cada una. Dentro de cada grupo, las selecciones se enfrentaron bajo el sistema de todos contra todos, a una sola rueda, de manera tal que cada una de ellas disputó dos partidos. Los puntos se computaron a razón de 3 —tres— por partido ganado, 1 —uno— en caso de empate y 0 —cero— por cada derrota.
Las dos selecciones de cada grupo mejor ubicadas en la tabla de posiciones final pasaron a las semifinales. En dicha instancia, el primero de una zona enfrentó al segundo de la otra en un solo partido. Los ganadores se cruzaron en la final, cuyo vencedor se consagró campeón.

## Sede
| Colombo | Colombo             |
| ------- | ------------------- |
| Colombo | Sugathadasa Stadium |
| Colombo | Capacidad: 25,000   |
| Colombo |                     |

## Equipos participantes
En cursiva los equipos debutantes.
| Equipos participantes | Equipos participantes | Equipos participantes |
| --------------------- | --------------------- | --------------------- |
| Bangladés             | Maldivas              | Pakistán              |
| India                 | Nepal                 | Sri Lanka             |

Tras realizarse el sorteo de la fase de grupos, Maldivas se retiró. Al no encontrarse reemplazante, Sri Lanka e India —sus rivales de zona— accedieron directamente a las semifinales definiendo sus posiciones en un único partido, y la cantidad de participantes se redujo a 5.

## Fase de grupos

### Grupo A
| Pos. | Equipo    | Pts. | PJ | G | E | P | GF | GC | Dif. | Clasificación |
| ---- | --------- | ---- | -- | - | - | - | -- | -- | ---- | ------------- |
| 1    | Bangladés | 3    | 2  | 1 | 0 | 1 | 2  | 1  | +1   | Semifinales   |
| 2    | Nepal     | 3    | 2  | 1 | 0 | 1 | 2  | 2  | 0    | Semifinales   |
| 3    | Pakistán  | 3    | 2  | 1 | 0 | 1 | 1  | 2  | −1   |               |

 Fuente: RSSSF
| 25-3-1995 | Pakistán | 1–0     | Bangladés | Sugathadasa Stadium, Colombo |  |
|           |          | Reporte |           |                              |  |

| 27-3-1995 | Nepal | 0–2     | Bangladés            | Sugathadasa Stadium, Colombo |  |
|           |       | Reporte | Mizan 8' · Rakib 26' |                              |  |

| 29-3-1995 | Local                      | 2–0     | Pakistán | Sugathadasa Stadium, Colombo |  |
|           | Maharajan 20' · Khadka 87' | Reporte |          |                              |  |

### Grupo B
Maldivas abandonó el torneo.
| Pos. | Equipo    | Pts. | PJ | G | E | P | GF | GC | Dif. | Clasificación |
| ---- | --------- | ---- | -- | - | - | - | -- | -- | ---- | ------------- |
| 1    | Sri Lanka | 1    | 1  | 0 | 1 | 0 | 2  | 2  | 0    | Semifinales   |
| 2    | India     | 1    | 1  | 0 | 1 | 0 | 2  | 2  | 0    | Semifinales   |

 Fuente: RSSSF
Notas:
1. 1 2  Sri Lanka ganó el grupo por lanzamiento de moneda.

| 29 de marzo de 1995                                                    | Sri Lanka               | 2:2 (0:2) | India          | Estadio Sugathadasa, Colombo          |                                       |
|                                                                        | Amanulla 62' 87' (pen.) |           | Bhutia 25' 27' | Árbitro(s): Mansur Mohammed Abul Azad | Árbitro(s): Mansur Mohammed Abul Azad |
| Sri Lanka quedó en primera posición tras el lanzamiento de una moneda. |                         |           |                |                                       |                                       |

## Fase final
|  | Semifinales           | Semifinales |                      |       | Final | Final |
|  |                       |             |                      |       |       |       |
|  | 31 de marzo – Colombo |             |                      |       |       |       |
|  |                       |             |                      |       |       |       |
|  | Sri Lanka (t.s.)      | 2           |                      |       |       |       |
|  | Sri Lanka (t.s.)      | 2           | 2 de abril – Colombo |       |       |       |
|  | Nepal                 | 1           |                      |       |       |       |
|  | Nepal                 | 1           | Sri Lanka (t.s.)     | 1     |       |       |
|  | 31 de marzo – Colombo |             | Sri Lanka (t.s.)     | 1     |       |       |
|  |                       | India       | 0                    |       |       |       |
|  | India (p.)            | India       | 0                    | 0 (4) |       |       |
|  | India (p.)            |             |                      | 0 (4) |       |       |
|  | Bangladés             | 0 (2)       |                      |       |       |       |
|  | Bangladés             | 0 (2)       |                      |       |       |       |

### Semifinales
| 31 de marzo de 1995 | India | 0:0 (t. s.)(4:2 p.) | Bangladés | Estadio Sugathadasa, Colombo |  |

| 31 de marzo de 1995 | Sri Lanka         | 2:1 (t. s.) | Nepal  | Estadio Sugathadasa, Colombo |  |
|                     | Amanulla · Perera |             | Amatya |                              |  |

### Final
| 2 de abril de 1995 | Sri Lanka | 1:0 (0:0) (t. s.) | India | Estadio Sugathadasa, Colombo |  |
|                    | Wellage   |                   |       |                              |  |

## Campeón
|                                       |
| Bandera de Sri Lanka                  |
| Campeón invicto Sri Lanka 1.er título |

## Estadísticas

### Tabla general
| Pos. | Equipo    | Pts | PJ | PG | PE | PP | GF | GC | Dif. | Rend.  |
| ---- | --------- | --- | -- | -- | -- | -- | -- | -- | ---- | ------ |
| 1    | Sri Lanka | 7   | 3  | 2  | 1  | 0  | 5  | 3  | +2   | 77,78% |
| 2    | India     | 2   | 3  | 0  | 2  | 1  | 2  | 3  | -1   | 22,22% |
| 3    | Bangladés | 4   | 3  | 1  | 1  | 1  | 2  | 1  | +1   | 44,44% |
| 4    | Nepal     | 3   | 3  | 1  | 0  | 2  | 3  | 4  | -1   | 33,33% |
| 5    | Pakistán  | 3   | 2  | 1  | 0  | 1  | 1  | 2  | -1   | 50%    |